# Campionati francesi di sci alpino 1992
Ai Campionati francesi di sci alpino 1992 furono assegnati i titoli di supergigante, slalom gigante e slalom speciale, sia maschili sia femminili.

## Risultati
| Specialità      | Uomini           | Donne               |
| --------------- | ---------------- | ------------------- |
| Supergigante    | Adrien Duvillard | Carole Montillet    |
| Slalom gigante  | Thierry Gentina  | Christelle Guignard |
| Slalom speciale | Patrice Bianchi  | Florence Masnada    |